# حمود البوسعيدي
حمود بن فيصل البوسعيدي هو وزير «الداخلية» في سلطنة عمان منذ العام 2011. 